# Allopauropus jasperensis
Allopauropus jasperensis är en mångfotingart som beskrevs av Paul Auguste Remy 1959. Allopauropus jasperensis ingår i släktet småfåfotingar, och familjen fåfotingar. Inga underarter finns listade i Catalogue of Life.